# مجموعه آثار روستای چنگوا
مجموعه آثار روستای چنگوا مربوط به دوره صفوی است و در شهرستان کهگیلویه، روستای چنگوا واقع شده و این اثر در تاریخ ۹ اردیبهشت ۱۳۸۲ با شمارهٔ ثبت ۸۴۰۷ به‌عنوان یکی از آثار ملی ایران به ثبت رسیده است.